# ژان-داوید لویت

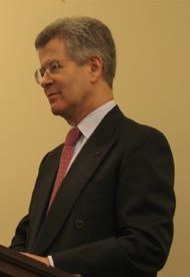
ژان-داوید لویت

ژان-داوید لویت (به فرانسوی: Jean-David Levitte) (زاده ۱۴ ژوئن ۱۹۴۶) دیپلماتی فرانسوی است و سفیر سابق فرانسه در ایالات متحده، و مشاور سابق دیپلماتیک و شرپای رئیس‌جمهور سابق، نیکلا سارکوزی بود.
او پس از چند دوره سفارت در سازمان ملل و ایالات متحده در ۲۰۰۷ به عنوان مشاور دیپلماتیک و شرپای جمهور، نیکلا سارکوزی و رئیس شورای امنیت ملی آینده اعلام شد. ذات و حوزه مسئولیت او مشخص نبود. گرچه برخی گفته‌اند برنار کوشنر وزیر امور خارجه را در سایه قرار نخواهد داد، از او به عنوان «وزیر امور خارجه حقیقی» عموماً یاد می‌شد.
در ایران نام وی در جریان مناظره سوم نامزدهای انتخابات ریاست جمهوری در سال ۱۳۹۲ میان ولایتی و سعید جلیلی که مذاکره کننده ارشد ایران و نامزد انتخابات بود مطرح گردید.